# Lucas Ramos
Lucas Cavalcanti Ramos (Recife, 14 de Fevereiro de 1986) é um político, publicitário e administrador de empresas brasileiras. Atualmente, é deputado federal pelo Estado de Pernambuco, filiado ao Partido Socialista Brasileiro (PSB).
No dia 3 de outubro de 2022, foi eleito deputado federal por Pernambuco com 85.571 votos nas Eleições gerais no Brasil.

## Biografia e carreira política

### Primeiros anos e carreira profissional
Lucas Ramos, filho da médica servidora pública Marta Ramos e do economista, ex-vereador, ex-deputado estadual por três mandatos e atual conselheiro do Tribunal de Contas de Pernambuco, Ranilson Ramos, mudou-se para o Recife em 1987, com a família, quando o pai assumiu o primeiro mandato como deputado estadual por Pernambuco. Aos 4 anos de idade, voltou para Petrolina, onde passou boa parte da sua infância. Em 1995, retornou ao Recife e seguiu os estudos até obter a graduação em Administração pela Faculdade Integrada do Recife (FIR) em 2008. Após a conclusão do ensino superior, Lucas fez sua pós-graduação em Comunicação pela ESPM (SP). Atuou durante oito anos na área de publicidade e propaganda como diretor-presidente da Enox-PE.

### Eleições de 2014 e de 2018: deputado estadual
Foi Deputado estadual por Pernambuco em dois mandatos (de 2015 até 2023) na Assembleia Legislativa de Pernambuco.  Na sua primeira eleição, venceu com 58.515 votos, tornando-se o 13º deputado estadual mais bem votado do Estado e 5º mais bem votado do PSB. 
Em 7 de Outubro de 2018, Lucas Ramos foi reeleito deputado estadual por Pernambuco com 62.968 votos, sendo o 8º deputado pernambucano mais votado nessa eleição..
No primeiro mandato, foi indicado pelo governador Paulo Câmara para ser vice-líder da bancada governista e também foi escolhido pelos deputados como Presidente da Comissão de Administração Pública. No segundo mandato, assumiu a presidência da Comissão de Finanças, Orçamento e Tributação. Foi ainda coordenador da Frente Parlamentar em Defesa do Rio São Francisco e da Frente Parlamentar em Defesa da Companhia Hidroelétrica do São Francisco (Chesf).
Foi secretário estadual de Ciência, Tecnologia e Inovação, de agosto de 2020 até março de 2022 (vinte meses), durante o Governo Paulo Câmara.

### Eleições de 2022: deputado federal

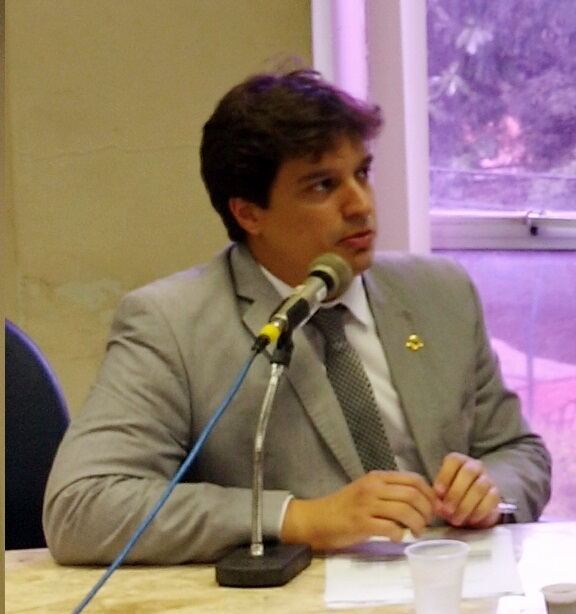
Deputado Lucas Ramos participa de Comissão na Assembleia Legislativa de Pernambuco

Nas Eleições de 03 de outubro de 2022, Lucas Ramos disputou o cargo de deputado federal por Pernambuco, novamente filiado ao PSB. No resultado final, conseguiu ser eleito com 85.571 votos, sendo o terceiro mais votado do seu partido em Pernambuco.
Na Câmara dos Deputados, atuou como Presidente da Comissão de Trabalho durante o período entre 06/03/2024 e 18/03/2025, além de ter sido titular da Comissão de Indústria, Comércio e Serviços, dentre outras.

## Destaques Parlamentares

### Turismo
O trabalho de Lucas Ramos garantiu ainda importantes conquistas para o Turismo de Petrolina. Junto ao Prodetur Nacional, viabilizou a sinalização horizontal e vertical de 33km da rodovia PE-655, que dá acesso à Tapera e à Ilha do Rodeadouro, trazendo segurança para os moradores e para os turistas que visitam o balneário. Conseguiu, também por meio do Prodetur, a instalação da sinalização turística de Pedrinhas e da Ilha do Rodeadouro. Em ambas as estradas também conseguiu a recuperação asfáltica através da operação tapa-buraco. Atuou ainda para garantir os recursos para a Praça da Juventude, quitando o débito estadual com a empresa responsável pela obra.
O trabalho de fomento ao Turismo alcança outras cidades da região. A orla fluvial de Santa Maria da Boa Vista recebeu cerca de R$ 1,5 milhão em investimentos de revitalização, após a articulação do parlamentar. Lucas também foi o responsável pela requalificação urbana do entorno e aquisição de mobiliário para a Enoteca do distrito de Vermelhor, em Lagoa Grande, também orçada em R$ 1,5 milhão e onde foram aplicados recursos de emenda parlamentar.

### Estradas
O deputado Lucas Ramos trabalhou para melhorar, também, a infraestrutura das estradas em Pernambuco. A mais recente conquista, em fevereiro de 2017, foi a recuperação da PE-635, que liga o município de Dormentes a Afrânio, no interior do Estado.
Lucas Ramos ainda trabalhou pela retomada dos serviços de conservação da PE-555, entre Lagoa Grande e Parnamirim. E conseguiu recursos para obras de manutenção da PE-574, a Estrada da Uva e do Vinho, em Lagoa Grande.
Além do trabalho nas rodovias do Sertão do São Francisco, o deputado trabalhou pela construção da PE-590, em Ipubi, no Araripe, uma obra de R$ 32 milhões que já está concluída e tem transformado a vida das pessoas da cidade, criando o acesso entre a sede e os distritos de Serra Branca e Serrolândia e ampliando o escoamento da produção de mandioca e gesso, principais atividades econômicas da região do Araripe. Também é fruto do trabalho do parlamentar a construção da PE-340, uma obra de R$ 10 milhões que liga a cidade de Betânia a BR-232, no Sertão do Moxotó.

### Educação
O deputado garantiu, ainda, uma das maiores conquistas para a cidade de Cabrobó: a construção de uma Escola Técnica Estadual (ETE) na cidade, a primeira do Sertão do São Francisco. Um investimento de R$ 11,7 milhões que já está com o edital para construção da unidade nas ruas. Outros R$ 2 milhões de reais foram destinados a elevação da pavimentação do posto de saúde irmã dulce, também nesta cidade.

### Segurança pública
Na segurança pública, o parlamentar conseguiu 12 novas viaturas para o 5º Batalhão da Polícia Militar, em substituição às antigas. E iniciou a articulação para que o primeiro Centro Comunitário da Paz (Compaz) fora do Recife seja implantado em Petrolina. Trata-se de um investimento de R$ 15 milhões para promoção da Cidadania e da Cultura de Paz. Recentemente, em 2017, aprovou na Assembleia Legislativa a Indicação ao governador Paulo Câmara, ao secretário de Desenvolvimento Social, Roberto Franca, e ao ministro Raul Jungmann para que o processo de interiorização do Compaz comece por Petrolina.

### Justiça
No campo da Justiça, o trabalho do deputado Lucas Ramos na Alepe foi fundamental para a instalação da Vara de Violência Doméstica e Familiar contra a Mulher de Petrolina.  O projeto enviado pelo Tribunal de Justiça de Pernambuco foi aprovado por unanimidade e em tempo recorde, o que possibilitou a instalação da vara no município.
Em 2 de Fevereiro de 2016, o Tribunal de Justiça de Pernambuco instalou, no Fórum de Petrolina, a Vara de Violência Doméstica e Familiar contra a Mulher. Sendo a segunda unidade judicial especializada no direito da mulher a funcionar no interior de Pernambuco, somando-se à de Caruaru, inaugurada no dia 14 de janeiro do mesmo ano. A chegada da Vara atendeu a um pedido do deputado Lucas Ramos, apresentado ao presidente do TJPE, desembargador Frederico Neves. “Petrolina receberá um importante instrumento no combate à violência contra a mulher, que vai acelerar processos e julgamentos”, afirmou o parlamentar na época.

## Histórico parlamentar

### 2014 - 2018
- Eleito com 58.515 votos
- 13º parlamentar mais bem votado no Estado
- 5º mais bem votado do PSB
- Presidente da Comissão de Administração Pública (2017-2018);
- Membro da Comissão de Constituição, Legislação e Justiça (2017-2018);
- Vice-líder do governo na Assembleia Legislativa de Pernambuco (2015-2016);
- Vice-presidente da Comissão de Finanças, Orçamento e Tributação (2015-2016);
- Membro titular da Comissão Parlamentar de Inquérito que apura atuação irregular dos estabelecimentos de ensino superior no estado de Pernambuco;
- Membro da Comissão de Meio Ambiente (2015-2018);
- Membro da Comissão de Cidadania, Direitos Humanos e Participação Popular (2015-2016);
- Membro da Comissão da Ética Parlamentar;
- Presidente da Frente Parlamentar em Defesa da Chesf na Assembleia Legislativa de Pernambuco (2017-);
- Integra a Frente Parlamentar de revitalização do Rio São Francisco e demais Rios de Pernambuco;
- Integra a Frente Parlamentar de Soluções Hídricas para Pernambuco;
- Integra a Frente Parlamentar de Extensão Rural;
- Suplente na Comissão Especial para acompanhar os casos de Microcefalia no Estado de Pernambuco;
- Titular da Assembleia Legislativa de Pernambuco no Conselho Estadual de Direitos Humanos.
- Vice-presidente da Comissão Especial da Previdência Social
- Vice-presidente da Comissão Provisória do PSB no município de Petrolina

### 2018 - 2022
- Reeleito com 62.968 votos;
- 8º parlamentar mais bem votado no Estado;
- 4º mais bem votado do PSB;
- Presidente da Comissão de Finanças, Orçamento e Tributação (2019-2020);
- Membro titular da Comissão de Negócios Municipais;
- Membro titular da Comissão de Redação Final;
- Membro suplente da Comissão de Constituição, Legislação e Justiça;
- Coordenador da Frente Parlamentar em Defesa do Rio São Francisco.

### 2022 -presente
- Eleito Deputado federal com 85.571 votos;[25]
- Membro titular da Comissão de Indústria, Comércio e Serviços (eleito 1º Vice-Presidente em 16/05/2023);

## Honrarias
- Título de Cidadão Orocoense[26]
- Título de Cidadão Lagoagrandense
- Título de Cidadão Exuense
- Medalha Pernambucana do Mérito Bombeiro Militar[27]
- Homenagem Clube Caxangá Ágape[28]
- Destaque Jovem Político - Grupo de Executivos do Recife (GERE) [29]